# Windows NT 4.0
Windows NT 4.0 (она же Windows NT 4.0 Workstation) — многозадачная операционная система семейства Windows NT, разработанная корпорацией Microsoft и ориентированная на бизнес-сегмент. Она является прямым преемником Windows NT 3.51 и была выпущена в производство 29 июля 1996 года, поступив в продажу 24 августа 1996 года, а версии Server были выпущены в розницу в сентябре 1996 года. Это была последняя версия семейства сетевых операционных систем Microsoft Windows NT, вышедшая под этим названием.
Windows NT 4.0 — это многозадачная, 32-разрядная операционная система, разработанная для работы как с однопроцессорными, так и с симметричными многопроцессорными компьютерами. Windows NT 4.0 имела модификации для использования в качестве операционной системы рабочей станции (Windows NT Workstation) и сервера (Windows NT Server) и предназначалась для работы на компьютерах архитектур Alpha, MIPS, x86, PowerPC. Это была основная операционная система Microsoft, ориентированная на бизнес, до появления Windows 2000. Продавались версии для рабочих станций, серверов и встраиваемых систем, и все версии имели графический пользовательский интерфейс, аналогичный интерфейсу Windows 95. Windows NT 4.0 была последним публичным выпуском Windows для архитектур Alpha, MIPS, PowerPC и PC98 (только японская версия).
Основная поддержка Windows NT 4.0 закончилась 30 июня 2002 года, а затем расширенная поддержка закончилась 30 июня 2004 года. Основная поддержка Windows NT 4.0 Server закончилась 31 декабря 2002 года, а расширенная поддержка закончилась 31 декабря 2004 года. Основная поддержка Windows NT 4.0 Embedded закончилась 30 июня 2003 года, а расширенная поддержка закончилась 11 июля 2006 года. За этими выпусками последовали Windows 2000 Professional, Windows 2000 Server Family и Windows XP Embedded соответственно.

## Системные требования
|                          | Windows NT Workstation                                                                | Windows NT Server                                                                     | Windows NT Server                                                                                         |
| Минимальные              | Windows NT Workstation                                                                | Рекомендуемые                                                                         | |
| ------------------------ | ------------------------------------------------------------------------------------- | ------------------------------------------------------------------------------------- | --- |
| CPU                      | Процессор 486/25 или лучше                                                            | Процессор 486/25 или лучше                                                            | 486DX2/50 или лучше                                                                                       |
| ОЗУ                      | 12 МБ                                                                                 | 16 МБ                                                                                 | 32 МБ |
| Видеокарта               | VGA                                                                                   | VGA                                                                                   | VGA |
| Жесткий диск             | IDE, EIDE, SCSI или ESDI                                                              | IDE, EIDE, SCSI или ESDI                                                              | IDE, EIDE, SCSI или ESDI                                                                                  |
| Свободное место на диске | 124 МБ                                                                                | 124 МБ                                                                                | 1 ГБ в FAT (для установки Windows NT, размещения файла подкачки, установки MS-DOS или Windows 95 и т. п.) |
| Устройство ввода         | Клавиатура                                                                            | Клавиатура                                                                            | Клавиатура                                                                                                |
| Дисковод                 | CD-ROM, дисковод для дискет                                                           | CD-ROM, дисковод для дискет                                                           | CD-ROM, дисковод для дискет                                                                               |
| Доступ в интернет        | внешний v.34-модем со скоростью 28,8 кбит/с (для удалённой отладки и решения проблем) | внешний v.34-модем со скоростью 28,8 кбит/с (для удалённой отладки и решения проблем) | внешний v.34-модем со скоростью 28,8 кбит/с (для удалённой отладки и решения проблем)                     |

## Функции[10][11]
- Поддержка протокола РРТР. Открывает доступ к виртуальным частным сетям через Internet, позволяя отказаться от дорогостоящих закреплённых телефонных каналов.
- Возможность объединения каналов RAS. Обеспечивается протоколом Multilink PPP (протокол соединения «точка — точка»).
- Поддержка разнообразных сетевых интерфейсных плат и контроллеров жёстких дисков. Автоматическое детектирование этих устройств в процессе инсталлирования.
- Набор динамически подключаемых библиотек DirectX. В его составе — Direct Draw, Direct Sound и Direct Play, что даёт возможность программистам обращаться непосредственно к аппаратным средствам.
- Поддержка модели DCOM. Позволяет создавать приложения, состоящие из отдельных компонентов, распределённых по сети.
- Усовершенствование возможностей управления системой защиты от сбоев. Новый Task Manager позволяет в более удобном режиме вести наблюдение за выполнением и завершением задач как на уровне процессов, так и на уровне приложений.

## Версии
Windows NT 4.0 Server был включен в 4.0 и 4.5 версии BackOffice Small Business Server suite.
Windows NT 4.0 Embedded вышла 30 августа 1999 года.

### Серверы
- Windows NT 4.0 Server — вышла в 1996 году и была разработана для серверных платформ малого бизнеса.

- Windows NT 4.0 Server, Enterprise Edition — вышла в 1997 году. Это была первая система в линейке серверных продуктов семейства Enterprise. Enterprise Server была разработана для серверных платформ крупных предприятий и сетей с высоким трафиком.

- Windows NT 4.0 Terminal Server — вышла в 1998 году. Позволяла пользователям работать удалённо. Та же самая функция была названа Terminal Services в Windows 2000 и в последующих серверных релизах. Также Terminal Server имела функцию Remote Desktop, которая позже была добавлена также в Windows XP.

### Клиенты
- Windows NT 4.0 Workstation — разработана для использования в качестве основной ОС в бизнес-рабочих станциях.

## Звуковая схема
Звуковая схема этой системы схожа с системой Windows 95, только звук включения был совсем другой, а звук выключения был тот же, только звучал наоборот (в реверсе). При желании можно было поставить мелодию от Windows 95 (The Microsoft Sound).

## Пакеты обновлений
| Название                             | Дата            |
| ------------------------------------ | --------------- |
| Release To Manufacture (RTM)         | 29 июля 1996    |
| General release                      | 24 августа 1996 |
| Service Pack 1                       | 16 октября 1996 |
| Service Pack 2                       | 14 декабря 1996 |
| Service Pack 3                       | 15 мая 1997     |
| Service Pack 4                       | 25 октября 1998 |
| Service Pack 5                       | 4 мая 1999      |
| Service Pack 6                       | 22 ноября 1999  |
| Service Pack 6a                      | 30 ноября 1999  |
| Post Service Pack 6a Security Rollup | 26 июля 2001    |

## Восприятие
Восприятие Windows NT 4.0 от пользователей было в целом положительное. В основном хвалили:
- Усовершенствованный интерфейс, который полностью совпадает с применяемым в Windows 95: есть панель задач, кнопка «Пуск», папки «Мой компьютер», «Сетевое окружение» и «Портфель»[12].
- Большая стабильность, которая достигается за счёт использования защищённой памяти и слоя аппаратных абстракций (HAL). Приложения, работающие с ошибками, прерываются без перезагрузки компьютера.
- Наличие инструментальных программ для выявления неполадок, ведь в NT Workstation 4.0 встроены Task Manager и Diagnostics, которые позволяют выявлять неполадки в работе приложений и аппаратных средств[13].

Однако были и негативные отзывы, в которых прежде всего критиковались:
- Проблемы с совместимостью прикладных пакетов и аппаратных средств. У многих пользователей могут возникнуть трудности с работой системы.
- Повышенные требования к аппаратным средствам. Продукт предъявляет требования к системе на базе как минимум 75 МГц процессора Pentium и не менее 24 Мб ОЗУ.
- Отсутствие поддержки технологии «подключи и работай». Также версия 4.0 не предлагает достаточных возможностей мобильным пользователям.